# 홍성 노은리 고택
홍성 노은리 고택(洪城 魯恩里 古宅)은 충청남도 홍성군 홍북읍에 있는 가옥이다. 1996년 2월 13일 대한민국의 국가민속문화재 제231호로 지정되었다.

## 개요
이 고택은 조선시대 사육신의 한 분인 성삼문 선생과 관련된 집으로 전해진다.
약간 높은 대지에 경사진 지형을 그대로 이용하여 'ㅁ'자형으로 지었다.
본채는 북쪽은 지붕 옆면이 여덟 팔'(八)'자 모양인 팔작지붕집이며, 나머지 동서남쪽 부분은 옆면이 사람 인'(人)'자 모양인 맞배지붕과 앞면이 사디리꼴 모양인 우진각 지붕으로 구성되어 있다. 벽은 옛날대로 흙벽을 유지하고 있으며, 건물의 일부가 허물어졌으나 중요한 부분은 잘 남아있다.

## 소유권 이전
이 고택은 그 동안 소유권이 여러번 바뀐 상태로 있었다가, 홍성군에서 문화재청의 국비지원을 받아 엄찬고택을 매입했다.

## 명칭 변경
원래 이름은 '홍성엄찬고택(洪城嚴璨古宅)'였으나, 2017년 현재의 명칭으로 변경되었다.

## 같이 보기
- 성삼문

## 참고 자료
- 홍성 노은리 고택 - 국가유산청 국가유산포털